# Кальдоньо
Кальдоньо (итал. Caldogno) — коммуна в Италии, располагается в провинции Виченца области Венето.
Население составляет 11129 человек (2009 г.), плотность населения составляет 742 чел./км². Занимает площадь 15 км². Почтовый индекс — 36030. Телефонный код — 0444.
Покровителем коммуны почитается святой Иоанн Креститель,  празднование 8 сентября. 

## Демография
Динамика населения:

## Знаменитости, родившиеся в Кальдоньо
- Роберто Баджо — выдающийся итальянский футболист
- Марино Бассо — чемпион мира по шоссейным велогонкам 1972 года
- Антонио Фогаццаро — романист

## Администрация коммуны
- Официальный сайт: http://www.comune.caldogno.vi.it/